# Святой Матфей и ангел
«Святой Матфей и ангел» (итал. San Matteo e l'angelo) — картина (1599—1602) Караваджо из живописного цикла для капеллы Контарини римской церкви французской общины Сан-Луиджи-деи-Франчези.

## История создания
Первый вариант центральной картины цикла, посвящённого апостолу Матвею, был отвергнут духовенством как противоречащий канонам. Апостол, натурщиком для которого, вероятно, послужил пожилой человек из народа, сидел в кресле, скрестив обнажённые грубые ноги. Он внимательно вглядывался в книгу, лежащую у него на коленях, создавая впечатление, что едва ли знает грамоту. Над апостолом склонялся, резко контрастируя с ним, прекрасный ангел-андрогин, фигура которого ясно обрисовывается одеждой. Ангел с большим трудом направлял движение руки пишущего апостола. Позы персонажей алтарного образа были признаны «неподобающими». Картину приобрёл банкир и коллекционер Винченцо Джустиниани, вызволив художника из трудного положения. Позднее это полотно хранилось в Берлине и погибло в апреле 1945 года во время штурма города. Сохранилась лишь его чёрно-белая репродукция.
Во второй версии картины, законченной к 1602 году, художник смягчил первоначальный замысел. Размеры образа были увеличены по сравнению с первым вариантом — к тому времени заказчики расторгли контракт со скульптором Якобом Кобертом, который должен был изваять фигуру святого для алтаря. Первоначально предполагалось, что картина Караваджо займёт место несколько выше двух других полотен капеллы, над скульптурой, ныне они расположены на одном уровне. Во второй половине XVII века три полотна Караваджо, посвящённые истории апостола, убрали в церковную крипту. Благодаря искусствоведу Роберто Лонги полотна были открыты вновь и показаны в 1951 году на первой персональной выставке Караваджо.

## Сюжет
Две фигуры ярко выделяются на глухом чёрном фоне. Вдохновлённый Матфей внимает витающему над ним в вихре белых одежд небесному посланцу. Поза Матфея неустойчива — простой табурет, на который он опирается коленом, накренился над пустотой. В то же время апостол сохраняет естественность и непринуждённость, записывая слова ангела. Жест ангела, отгибающего пальцы, указывает на то, что он даёт точные указания.
Ангел является символом евангелиста Матфея. По «Золотой легенде», Матфей имеет символ в образе человека, потому что яснее других евангелистов указал на человеческую природу Иисуса.

## Фильмография
- «Ангелы и истязатели», фильм Алена Жобера[фр.] из цикла «Палитры» (Франция, 1998).